# Harry Panjer
Harry H. Panjer (...) è uno statistico canadese.
È stato dal 1980 al 2008, professore di scienze attuariali presso l'Università di Waterloo (nell'Ontario, in Canada). Il suo campo di ricerca è il rischio assicurativo, per il quale è uno dei maggiori esperti.
Porta il suo nome la variabile casuale di Panjer.
Cresciuto a Blenheim, nell'Ontario, dove ha conseguito il diploma presso la locale Blenheim High School, ha conseguito nel 1969, presso  la University of Western Ontario il B.A. in matematica (scienze attuariali), e due anni dopo, nel 1971 il M.A. in statistica e nel 1975 il Ph.D. in statistica, sempre presso la stessa università.
Nel 1975 diventa Fellow della Society of Actuaries, nel 1977 fellow del Canadian Institute of Actuaries e nel 1999 fellow onorario dello Institute of Actuaries (Londra).
Dal 1997 al 1998 è presidente Canadian Institute of Actuaries, dal 2001-2002 presidente della Society of Actuaries. Nel 2007 viene eletto Chairman della ASTIN (Actuarial Studies in Non-Life Insurance).

## Opere
- Tile Aggregate Claims Distribution and Stop-Loss Reinsurance,

Trans of the Society of Actuaries, 1980
- Recursive evaluation of a family of compound distributions, in  ASTIN Bulletin della International Actuarial Association, 1981. riguardante la variabile casuale di Panjer
- Actuarial Mathematics, 1986
- Insurance Risk Models, coautore Gordon E. Willmot, 1992
- From Data to Decisions, 1998
- Financial Economics: With Applications to Investments, Insurance, and Pensions, 1998
- Operational Risk: Modeling Analytics, 2006